# Venceslao di Lussemburgo
Venceslao di Lussemburgo, in ceco Václav, detto il Pigro o il Fannullone (Norimberga, 26 febbraio 1361 – dintorni di Praga, 16 agosto 1419), è stato dal 1363 alla sua morte re della Boemia con il nome di Venceslao IV, dal 1376 alla sua destituzione (1400) re dei Romani e dal 1383 al (1388) duca di Lussemburgo. Dal 1373 al 1378 fu principe di Brandeburgo e quindi principe elettore, accentrando due voti ai fini dell'elezione del sovrano.
Il medievalista tedesco Bernd Schneidmüller inserisce Venceslao nella sua lista dei "re-conti", gli imperatori o re dei Romani dei secoli XIV e XV anteriori al definitivo passaggio del titolo imperiale alla Casa d'Asburgo.

## Origine
Venceslao, secondo il Francisci Chronikon Pragense item Benessii de Weitmil Chronicon ecclesiae, era il figlio maschio primogenito del re dei Romani, Imperatore del Sacro Romano Impero, Re di Boemia, Conte di Lussemburgo e Margravio del Brandenburgo Carlo IV e della terza moglie, Anna von Schweidnitz, figlia, secondo la Chronica principum Poloniæ, Silesiacarum Scriptores I, del duca Enrico II di Świdnica-Jawor (Świdnica e Jawor), il ramo slesiano della dinastia Piast e di Caterina di cui non si conoscono gli ascendenti (probabilmente Caterina d'Ungheria, figlia di re Carlo I d'Ungheria).

Carlo IV di Lussemburgo secondo le cronache era figlio del Re di Boemia e Conte di Lussemburgo Giovanni I e della prima moglie, Elisabetta di Boemia, che era figlia del re di Boemia, re di Polonia e Duca di Cracovia, Venceslao II e della prima moglie Giuditta d'Asburgo, figlia di Rodolfo I d'Asburgo e di Gertrude di Hohenberg.

## Biografia

### Infanzia
Essendo il figlio maggiore di Carlo IV, fin dalla tenera età fu predestinato dal padre a divenire il suo successore.
Nel 1363, Venceslao, all'età di due anni, venne incoronato re di Boemia, e nel 1367, ricevette l'omaggio dei baroni del regno.
Nel 1364, suo padre Carlo IV, a nome di Venceslao, concluse un trattato con Rodolfo IV d'Asburgo, che dopo l'estinzione, maschile e femminile dei suoi discendenti, le terre della corona Boema sarebbero passate ai duchi d'Austria e viceversa, dopo l'estinzione, maschile e femminile dei discendenti della famiglia ducale d'Austria e di quella reale d'Ungheria, con cui gli Asburgo avevano concluso un simile trattato due anni prima.
Nel 1368, morì, senza eredi, il prozio materno (fratello del nonno di Venceslao, Enrico II di Schweidnitz), Bolko II di Świdnica, e Venceslao divenne duca di Świdnica-Jawor, lasciando l'usufrutto alla prozia (moglie di Bolko II), Agnese d'Austria.
Secondo Jean Bertholet fu eletto Re dei Romani il 10 giugno 1376 e incoronato, ad Aquisgrana, alla presenza del padre, l'imperatore, Carlo IV, dal vescovo di Colonia Friedrich III von Saarwerden, il 6 luglio 1376, senza l'approvazione di papa Gregorio XI.
Nel 1378, Venceslao accompagnò il padre Carlo IV, in Francia, dove incontrarono il re di Francia, Carlo V, detto il Saggio, a Saint Denis, e, al loro rientro, andarono nel ducato di Lussemburgo, dove il duca, il fratellastro di Carlo, Venceslao I, senza discendenza legittima, fece testamento in favore di Venceslao.

### Ascesa al trono
Venceslao, assunse il governo del Sacro Romano Impero, solo dopo la morte del padre, che glielò affidò sul letto di morte, nel novembre del 1378. Gli altri titoli sotto il controllo del vecchio imperatore furono divisi tra gli altri eredi: il marchesato di Brandeburgo passava al figlio secondogenito, Sigismondo, mentre il nipote, Jobst, fu confermato margravio di Moravia insieme ai fratelli Procopio e Giovanni Sobieslao, lasciando così pronto lo scenario della prossima Guerra dei margravi di Moravia.
Venceslao aveva solo diciotto anni e, pur avendo ricevuto una educazione ed una prefazione per adempiere al grave compito, non vi si dedicò in modo appropriato, in quanto la sua passione per la caccia lo sottraevano ai suoi doveri di monarca, ed il vizio di mangiare e bere smodatamente lo portava a volte a perdere la ragione, con accessi d'ira furibonda, che lo portarono ad agire in maniera avventata, dura e talvolta anche crudele.
Nel 1383 morì lo zio, Venceslao I, duca di Lussemburgo (alcune indiscrezioni dicono di lebbra), e gli succedette Venceslao come Venceslao II di Lussemburgo.
Essendo a corto di denaro, nel 1388, Venceslao cedette, per una cifra di cui non si conosce l'ammontare, il ducato di Lussemburgo e la contea di Chiny a suo cugino, Jobst, margravio di Moravia.
Nel duomo di Monza è conservato un rilievo di una pretesa incoronazione fatta dall'arciprete di Monza con la corona ferrea dei re d'Italia, alla presenza di sei Grandi elettori, in quanto il settimo (il re di Boemia) era lui stesso. Sembra, però che l'episodio non sia in realtà mai avvenuto e che il rilievo fu fatto solo per rivendicare il ruolo di Monza come custode della Corona.
Ebbe poca fortuna nei suoi contrasti con le leghe dei comuni del sud della Germania, che si opposero alla sua intenzione di assegnare i balivati della Svevia agli Asburgo. Nel 1383 la lega dei comuni non riconobbe il Landfrieden ordinato da Venceslao in quanto avrebbe comportato la dissoluzione della lega.
Nel Landfrieden di Eger prese le parti dei nobili contro la lega dei comuni; mentre in Boemia riuscì a imporre l'ordine in Germania proseguirono i tumulti. L'atteggiamento di Venceslao divenne sempre più dispotico aumentando l'insoddisfazione generale.

### Politica religiosa
Ebbe poca fortuna anche in campo religioso, sia con la Chiesa (che stava attraversando il c.d. Scisma d'Occidente; anche Venceslao, come il padre, riconosceva come Papa Urbano VI contro Clemente VII), sia col clero boemo e moravo.
Nel 1393 si scontrò con Giovanni Nepomuceno (oggi considerato santo dalla Chiesa cattolica), vicario generale della diocesi di Praga, perché si rifiutava di procedere alla nomina di un abate, nomina decisa dall'imperatore ma non gradita alla Chiesa, Venceslao lo fece arrestare, torturare e annegare nella Moldava; secondo Bertholet la causa dell'omicidio fu dovuta anche al fatto che Giovanni Nepomuceno non voleva rivelare a Venceslao i peccati di quest'ultima dopo che si era confessata con lui.
Inoltre fu un sostenitore di Giovanni Hus, per mantenersi equidistante tra gli altri due pontefici succeduti rispettivamente a Urbano VI e Clemente VII, papa Bonifacio IX e Benedetto XIII e anche dopo che Hus era stato dichiarato eretico dal terzo pontefice, Giovanni XXIII (succeduto ad Alessandro V), Venceslao non lo perseguitò.

### Conflitti interni alla famiglia
Nel 1386, Venceslao perse l'occasione di intervenire nel ducato di Brabante: infatti sua zia Giovanna di Brabante (vedova di Venceslao I di Lussemburgo) era stata attaccata da Guglielmo I duca di Gheldria, alleato degli inglesi nella guerra dei cent'anni, ma non ebbe l'appoggio di Venceslao (meritandosi dal Pirenne l'appellativo di imbelle), quando suo padre, Carlo IV, era sempre intervenuto; Giovanna chiese aiuto a Filippo l'Ardito (suo nipote acquisito in quanto marito di Margherita III delle Fiandre, figlia di sua sorella). Ben contento di estendere la propria influenza sui Paesi Bassi, Filippo convinse il re di Francia ad organizzare una spedizione contro Guglielmo, e un'armata di 100 000 uomini marciò sulla Gheldria.
Nel 1387, Venceslao aiutò il fratello Sigismondo, a farsi incoronare re d'Ungheria, due anni dopo aver sposato, Maria, la legittima regina.
In seguito a lotte di potere interne alla casata dei Lussemburgo, rinfocolate da suo cugino Jobst di Moravia, che da almeno un decennio combatteva contro il fratello e co-regnante di Moravia Procopio, un consistente gruppo di armati, nel 1394, catturò Venceslao nella su residenza di campagna nei pressi di Praga e, fatto prigioniero dalla lega dei signori boemi, fu trasferito in un castello in Austria; dopo circa tre mesi il fratello, Giovanni di Görlitz, lo liberò con la forza ed i feudatari in cambio della liberazione pretesero parecchie concessioni che Venceslao, pur dichiarandone l'accettazione, non era disposto a rispettare, e infatti, non appena venne liberato, continuò a perseguire una politica antifeudale; secondo Bertholet, Venceslao fu aiutato nella fuga da una donna, che compensò con cento scudi d'oro.
Per appianare le controversie la lega dei signori si appellò al fratello di Venceslao, Sigismondo di Lussemburgo (Giovanni di Görlitz era nel frattempo morto) e a Jobst di Moravia, i quali, nel 1396, stabilirono che Venceslao fosse affiancato da un consiglio di nobili e vescovi di Boemia e Moravia, senza la cui approvazione il re non poteva prendere alcuna decisione.
Il 2 dicembre 1394 concesse a Francesco I Gonzaga di inquartare lo stemma dei Gonzaga del leone di Boemia. Per denaro, con differenti diplomi imperiali, nominò Gian Galeazzo Visconti, duca di Milano (nel 1395, ricevendo in compenso 100.000 fiorini), conte di Pavia (1396) e Dux Lombardiae (1397).
Venceslao, sempre secondo Bertholet, non aveva aderito alla crociata contro Bayezid I, chiesta dall'Imperatore bizantino Giovanni V Paleologo e appoggiata da papa Bonifacio IX, verso la fine del XIV secolo.

### Deposizione dal trono imperiale
Venceslao venne deposto come re dei Romani il 20 agosto 1400 e fu eletto al suo posto re dei romani Roberto di Baviera, ma solo dagli elettori del Reno; egli fu incoronato a Colonia il 6 gennaio 1401. Oltre al generale malcontento dell'alta nobiltà, tra le cause della deposizione figuravano la sua incapacità di intervenire adeguatamente per risolvere lo Scisma d'Occidente e le eccessive concessioni al Visconti.
La lega dei signori si ribellò nel giro di poco dopo e strinse un'alleanza con Roberto di Baviera e con Jobst di Moravia, e, nel 1401, assediarono Praga, ottenendo un trattato che istituiva un comitato di reggenza, che doveva affiancare Venceslao; l'anno dopo i poteri del comitato furono trasferiti al fratello Sigismondo (anche Re d'Ungheria dal 1387), che dopo alcuni contrasti il 29 giugno 1402 lo fece rinchiudere nel castello di Praga e poi lo fece trasferire a Vienna, sotto la protezione dei duchi d'Austria. Nel corso della prigionia di Venceslao Sigismondo tentò di appropriarsi del controllo della Boemia, ma trovò opposizione tra la piccola nobiltà e alcune città come Kutná Hora e Kolín. La sua reazione fu quella di mettere a ferro e fuoco le regioni che lo osteggiavano; esemplari a questo proposito furono l'Assedio di Suchdol e il sacco di Stříbrná Skalice. L'effetto ottenuto fu quello di perdere sempre maggior sostegno e riscontrare un'opposizione sempre più accanita da parte dei sostenitori di Venceslao, che erano perlopiù membri della piccola nobiltà e nobili briganti come Racek Kobyla di Dvorce, Giovanni Sokol di Lamberk o Hanuš di Lipá.
Osservando il crescente potere e la crescente antipatia che Sigismondo acquisiva in Boemia, Jobst decise di cambiare schieramento e appoggiare i partigiani di Venceslao, organizzandone, insieme a Giovanni II di Liechtenstein, la liberazione. Nel 1403, Venceslao riuscì a fuggire da Vienna e fece rientro in Boemia dove i suoi sostenitori lo rimisero sul trono. Venceslao seguì quindi una politica di premiazione dei suoi sostenitori, ma in alcuni casi fu costretto a punire le azioni di brigantaggio, che continuavano a saccheggiare i terreni di nobili e prelati nonostante i suoi divieti, come nel caso di Hynek "Diavolo secco" Jevišovský di Kunštát. Rimasero comunque tra i suoi oppositori Enrico III di Rosenberg e il Vescovo di Olomouc Jan Železný.

### Ultimi anni
Dopo la morte di Roberto di Baviera, nel 1410, Venceslao non riuscì a farsi rieleggere, e allora appoggiò il cugino, Jobst, contro Ludovico III del Palatinato ed il fratello di Venceslao, Sigismondo, che poi venne eletto all'unanimità dopo la morte di Jobst, nel 1411.
Durante il suo regno, Venceslao inaugurò la politica di cancellazione periodica dei debiti nei confronti degli ebrei, in cambio di vantaggi economici.
Nel 1419, Venceslao morì nel castello di Nový hrad u Kunratic, presso Praga, di un colpo apoplettico, per le dure reazioni, dopo che aveva adottato misure repressive contro gli eretici Hussiti; anche le croniche riportano la morte di Venceslao, avvenuta nei pressi di Praga, il 16 agosto 1419, ed il corpo fu trasportato a Praga dove fu sepolto con tutti gli onori.

## Matrimoni e discendenza
Secondo le cronache praghesi, Venceslao, il 17 novembre 1370, sposò Giovanna di Baviera, che era la figlia secondogenita del duca di Baviera, conte d'Olanda e Zelanda e conte d'Hainaut, Alberto I e della moglie, Margherita di Brieg. Il matrimonio durò circa 16 anni: infatti Giovanna morì nel 1387.
Venceslao da Giovanna non ebbe figli.
Dopo essere rimasto vedovo, Venceslao si sposò, in seconde nozze, a Praga, il 2 maggio 1389, con la cugina di Giovanna, Sofia di Baviera, figlia del Duca di Baviera-Monaco, Giovanni II e di Caterina di Gorizia, come ci viene confermato dal Bayerischen Quellen, Neue Folge, Band I, Chronica pontificum et imperatorum Romanorum; pare che la regina Sofia fosse una seguace di Giovanni Huss Anche da Sofia Venceslao non ebbe figli.

## Ascendenza
|                             |                         |                           | Genitori                |  |  | Nonni |  |  | Bisnonni                  |  |  | Trisnonni                |  |
|                             |                         |                           |                         |  |  |       |  |  | Enrico VII di Lussemburgo |  |  | Enrico VI di Lussemburgo |  |
|                             |                         |                           |                         |  |  |       |  |  | Enrico VII di Lussemburgo |  |  | Enrico VI di Lussemburgo |  |
|                             |                         | Beatrice di Avesnes       |                         |  |  |       |  |  | Enrico VII di Lussemburgo |  |  |                          |  |
| Giovanni I di Boemia        |                         |                           |                         |  |  |       |  |  | Enrico VII di Lussemburgo |  |  |                          |  |
|                             |                         | Margherita di Lussemburgo | Giovanni I di Brabante  |  |  |       |  |  |                           |  |  |                          |  |
|                             |                         | Margherita di Lussemburgo | Giovanni I di Brabante  |  |  |       |  |  |                           |  |  |                          |  |
|                             |                         | Margherita di Lussemburgo | Margherita di Dampierre |  |  |       |  |  |                           |  |  |                          |  |
| Carlo IV di Lussemburgo     |                         | Margherita di Lussemburgo |                         |  |  |       |  |  |                           |  |  |                          |  |
|                             |                         | Venceslao II di Boemia    | Ottocaro II di Boemia   |  |  |       |  |  |                           |  |  |                          |  |
|                             |                         | Venceslao II di Boemia    | Ottocaro II di Boemia   |  |  |       |  |  |                           |  |  |                          |  |
|                             |                         | Venceslao II di Boemia    | Cunegonda di Slavonia   |  |  |       |  |  |                           |  |  |                          |  |
| Elisabetta di Boemia        |                         | Venceslao II di Boemia    |                         |  |  |       |  |  |                           |  |  |                          |  |
|                             |                         | Guta d'Asburgo            | Rodolfo I d'Asburgo     |  |  |       |  |  |                           |  |  |                          |  |
|                             |                         | Guta d'Asburgo            | Rodolfo I d'Asburgo     |  |  |       |  |  |                           |  |  |                          |  |
|                             |                         | Guta d'Asburgo            | Gertrude di Hohenberg   |  |  |       |  |  |                           |  |  |                          |  |
| Venceslao IV di Lussemburgo |                         | Guta d'Asburgo            |                         |  |  |       |  |  |                           |  |  |                          |  |
|                             | Bernardo II di Świdnica | Bolko I di Świdnica       |                         |  |  |       |  |  |                           |  |  |                          |  |
|                             | Bernardo II di Świdnica | Bolko I di Świdnica       |                         |  |  |       |  |  |                           |  |  |                          |  |
|                             | Bernardo II di Świdnica | Beatrice di Brandeburgo   |                         |  |  |       |  |  |                           |  |  |                          |  |
| Enrico II di Świdnica       | Bernardo II di Świdnica |                           |                         |  |  |       |  |  |                           |  |  |                          |  |
|                             |                         | Cunegonda di Polonia      | Ladislao I di Polonia   |  |  |       |  |  |                           |  |  |                          |  |
|                             |                         | Cunegonda di Polonia      | Ladislao I di Polonia   |  |  |       |  |  |                           |  |  |                          |  |
|                             |                         | Cunegonda di Polonia      | Edvige di Kalisz        |  |  |       |  |  |                           |  |  |                          |  |
| Anna di Świdnica            |                         | Cunegonda di Polonia      |                         |  |  |       |  |  |                           |  |  |                          |  |
|                             |                         | Carlo Roberto d'Angiò     | Carlo Martello d'Angiò  |  |  |       |  |  |                           |  |  |                          |  |
|                             |                         | Carlo Roberto d'Angiò     | Carlo Martello d'Angiò  |  |  |       |  |  |                           |  |  |                          |  |
|                             |                         | Carlo Roberto d'Angiò     | Clemenza d'Asburgo      |  |  |       |  |  |                           |  |  |                          |  |
| Caterina d'Ungheria         |                         | Carlo Roberto d'Angiò     |                         |  |  |       |  |  |                           |  |  |                          |  |
|                             |                         | Maria di Cieszyn          | …                       |  |  |       |  |  |                           |  |  |                          |  |
|                             |                         | Maria di Cieszyn          | …                       |  |  |       |  |  |                           |  |  |                          |  |
|                             |                         | Maria di Cieszyn          | …                       |  |  |       |  |  |                           |  |  |                          |  |
|                             |                         | Maria di Cieszyn          |                         |  |  |       |  |  |                           |  |  |                          |  |

## Nella cultura di massa
Venceslao è uno dei personaggi-motore del videogioco Kingdom Come: Deliverance del 2018 e del suo sequel Kingdom Come: Deliverance II del 2025.

### Letteratura storiografica
- Romolo Caggese, Capitolo VII: Italia, 1313 - 1414, in Zachary Nugent Brooke, Charles William Previté-Orton e Joseph Robson Tanner (a cura di), Storia del mondo medievale. [The Cambridge Medieval History], vol. VI: Declino dell’impero e del papato e sviluppo degli stati nazionali., Milano, Garzanti, 1999  [1929],  pp. 297-331.
- William Templeton Vaugh, Capitolo X: Germania. Carlo IV, in Zachary Nugent Brooke, Charles William Previté-Orton e Joseph Robson Tanner (a cura di), Storia del mondo medievale. [The Cambridge Medieval History], vol. VI: Declino dell’impero e del papato e sviluppo degli stati nazionali., Milano, Garzanti, 1999  [1929],  pp. 401-422.
- Alfred Coville, Capitolo XVII: Francia, armagnacchi e borgognoni (1380 - 1422), in Zachary Nugent Brooke, Charles William Previté-Orton e Joseph Robson Tanner (a cura di), Storia del mondo medievale. [The Cambridge Medieval History], vol. VI: Declino dell’impero e del papato e sviluppo degli stati nazionali., Milano, Garzanti, 1999  [1929],  pp. 642-672.
- Cecil Roth, Capitolo XXII: Gli ebrei nel medioevo, in Zachary Nugent Brooke, Charles William Previté-Orton e Joseph Robson Tanner (a cura di), Storia del mondo medievale. [The Cambridge Medieval History], vol. VI: Declino dell’impero e del papato e sviluppo degli stati nazionali., Milano, Garzanti, 1999  [1929],  pp. 848-883.
- Kamil Krofta, Capitolo III: La Boemia nel XIV secolo, in Zachary Nugent Brooke, Charles William Previté-Orton e Joseph Robson Tanner (a cura di), Storia del mondo medievale [The Cambridge Medieval History], vol. VII: L'autunno del medioevo e la nascita del mondo moderno, Milano, Garzanti, 1999  [1932],  pp. 83-116.
- Kamil Krofta, Capitolo IV: Giovanni Hus, in Zachary Nugent Brooke, Charles William Previté-Orton e Joseph Robson Tanner (a cura di), Storia del mondo medievale [The Cambridge Medieval History], vol. VII: L'autunno del medioevo e la nascita del mondo moderno, Milano, Garzanti, 1999  [1932],  pp. 116-141.
- Robert George Dalrymple Laffan, Capitolo VI: L'impero nel XV secolo, in Zachary Nugent Brooke, Charles William Previté-Orton e Joseph Robson Tanner (a cura di), Storia del mondo medievale [The Cambridge Medieval History], vol. VII: L'autunno del medioevo e la nascita del mondo moderno, Milano, Garzanti, 1999  [1932],  pp. 198-245.
- Henry Pirenne, Capitolo XII: I Paesi Bassi, in Zachary Nugent Brooke, Charles William Previté-Orton e Joseph Robson Tanner (a cura di), Storia del mondo medievale [The Cambridge Medieval History], vol. VII: L'autunno del medioevo e la nascita del mondo moderno, Milano, Garzanti, 1999  [1932],  pp. 411-444.
- (FR) Bertholet Jean, Quatriéme partie. Depuis Wenceslas, premier duc de Luxembourg, in Histoire ecclesiastique et civile du duché de Luxembourg et comté de Chiny [Storia ecclesiastica e civile del ducato di Lussemburgo e della contea di Chiny], VII, Lussemburgo, Andre' Chevalier & Marchand Libraire, 1747,  p. 90. URL consultato il 3 mar 2025.
- (FR) Christophe Butkens, Trophees tant sacres que profanes de la duché de Brabant, vol. I, Jeger, 1637,  pp. 503-507. URL consultato il 3 marzo 2025.